# 綾風柳晶
綾風 柳晶（あやかぜ りゅうしょう、1976年5月21日 - ）は、日本のイラストレーター、元アニメーター。東京都足立区出身。血液型O型。
主にアダルトゲームの原画・キャラクターデザインを手がける。雑誌『ゲームラボ』（三才ブックス）で、2004年8月号より2006年3月号まで「萌える! CG教室」の講師を担当した。

## 来歴
幼少の頃から絵を描くことが趣味で、学生生活を送る中で自作のイラストを描いていた。高校卒業後、アニメーションの専門学校に進学し本格的に絵の勉強を始める。卒業後の1998年に、アニメの仕事で実績を積もうと考え、アニメ制作会社の葦プロダクション（現・プロダクション リード）に入社。しかし、かねてからの夢であったゲームの仕事に就きたいと考え、2、3年で退社する。その後いくつかの会社に作品を持ち込み、HYPERSPACEの『贄3』の原画を担当しゲームの原画家としてのデビューを果たす。以降はフリーとして活動を続けている。
専門学校在学中の1997年頃から同人活動を始め、当時から現在のペンネームを使用していた。ペンネームについて、名前は自身が昔書いていた小説に登場する探偵の名前、「綾」は好きな小説家である綾辻行人から取ってつけたという。

## 作品

### ゲーム原画
括弧内は発売日。

#### GAIA
- 匣の中の悦楽（2000年7月25日）
- 碧のバラード（2000年10月20日）
- Cosmic Girls（2000年12月22日）
- 緋色の病棟 ～陵辱の至る病～（2001年3月16日）

#### VEGA
- デストピア（2001年2月9日）
- オークション（2001年4月13日）

#### あんでる
- 確かにキミはココにいた（2005年7月22日）
- お帰りなさいませ☆ご主人様♪（2006年3月17日）
- 姉ハメっ!（2007年1月19日）

#### MAIKA
- 堕とし魔 ～処女攻略篇～（2009年10月2日）
- プリンセス・プリンセス ～姉妹姫背徳の儀式～（2009年11月27日）
- 人妻 雪乃と… ～妻がオンナに変わるとき～（2010年4月16日）
- 秘書 沙織（2010年7月23日）
- 真・NOZOKI魔2 ～女学寮の秘密～（2011年11月25日）

#### アトリエさくら 露出遊戯
- 人妻セレブ露出調教 〜下衆な庶民の分際で上流階級の美しい○○○が見られるなんてありがたく思いなさい!!〜（2012年6月29日）
- AKiBa JK 露出調教 〜ナニすんのよッ、信じらんなぁい!! 勝手にあたしの○○○見ないでよ、このヘンタイオタク!! マジでサイッテ〜!!（2012年9月28日）

#### アトリエさくら Team.NTR
- 愛する妻、玲奈の浮気告白 『お、俺より気持ち良かったのか…?』→『…うん。凄かった』（2011年4月22日）
- 他の男の精液で孕むとき ～襖の向こうで弟に精液を注ぎ込まれている妻～（2011年7月29日）
  - 他の男の精液で孕むとき1&AFTER STORY ～襖の向こうで精液を注ぎ込まれている妻～（2017年3月31日）
- 愛する妻、美咲の不倫証拠 『旦那とどっちが気持ちいい?』→『貴方の方が…あっ、ダメッ、またイッちゃうッ…!』（2011年10月28日）
- 寝取られ妻・絵理奈 ～愛する妻は他の男の上で腰を振る～（2019年7月26日）
- 卒業までの1年間、ここにいる20人の男子全員とセックスします（2020年2月28日）
- 他の男の精液で孕むとき3 〜襖の奥でイキ狂う僕の妻〜（2020年5月29日）

#### 桃源郷
- ムスコがお世話になりまして ～未亡人管理人さんと母さんと～（2016年12月22日）
- 巨乳クリニック ～ベッドの中で上も下もお世話される夢の入淫生活～（2017年4月28日）

#### アトリエさくら
- 恋人は二度寝取られる（2020年9月25日）
- 優来があいつに抱かれる理由 〜愛する妻は今日もあの男に精液を注がれてゆく〜（2020年12月25日）
- 奪われた幼馴染み ～好きだった幼馴染みは他の男の婚約者〜（2021年3月26日）
- 終わらない悪夢 ～寝取られループ 幾度も寝取られつづける俺の恋人（2021年6月25日）
- 親友に子種を注がれる俺の妻 〜私、あの人を選びます……〜（2021年10月29日）
- 恋人・亜依香と元カレ ～再びあの男に抱かれ快楽にイキ狂う愛する彼女〜（2022年4月28日）
- 寝取られ姉妹、美亜と悠美 ～繰り返される恋人強奪（2022年7月29日）
- 裏切りの寝取らせ 〜心まで堕とされてしまった最愛妻・愛依奈〜（2022年11月25日）
- 他人棒でイキ狂い快楽に溺れていく最愛妻 ～見せつけられた快楽に絶頂する妻の痴態～（2023年2月24日）
- 今日も誰かに抱かれる彼女 〜愛する恋人の秘密の仕事〜（2023年5月26日)
- 恋人・亜依理を抱いた他の男達 ～愛する恋人が俺の元から去った理由～（2023年8月25日）
- 略奪された婚約者～恋人・真澄と弟の秘密（2023年11月24日）
- ビッチになっていた俺の幼馴染について ～俺と真凛とセックスフレンド～（2024年2月23日）
- 快楽堕ちさせられる義妹・実奈美 ～淫らな肢体は快感にイキ狂う～（2024年5月31日）
- 幼馴染み・結花 ～友人に絶頂快楽を刻みつけられていく元カノ幼馴染み～（2024年8月30日)
- 脅され妻・美波 ～夫の知らぬ間に他の男へ媚肉奉仕していた最愛妻～（2024年10月25日）

#### その他ブランド
括弧内はブランド名と発売日。
- 贄3（HYPERSPACE・2000年6月3日）
- Love Letter（美遊・2002年2月1日）
- Wish 〜終わりゆく世界で〜（SELFISH・2002年4月5日）
- パラダイム・シフト 〜目醒めの時〜（Tail・2002年9月6日）
- RUN（Lip2・2003年3月20日）
- Love Split 〜5番目の季節〜（rouge・2003年8月8日）
- マレビト 〜そして世界は色を失う〜（ユノ・2004年1月23日）
- 家庭内調教（Guilty・2004年1月23日）
- スク×スク（BLACK PACKAGE・2004年4月9日）
- 加奈…おかえり!!（高屋敷開発・2004年11月19日）
- 南国ドミニオン（ソフトハウスキャラ・2005年2月18日）
- 光撃天使ファルセリオン（蛇ノ道ハ蛇ソフト・2006年2月17日）
- ナースのお勉強 やさしくわかる基礎看護技術 (入門編)（アトリエD・2006年2月24日）
- らぶらぶボイン 高飛車の巨乳（flap・2006年10月20日）
- 俺は彼女を信じてる! 〜遠距離恋愛のススメ〜（ルネTeamBitters・2007年7月27日）
- スチュワーデス桃語（ほにゃららPink・2007年9月28日）
- しぃしー貧乳姉妹（桃色劇場・2009年6月26日）
- さくらテイル（Fizz・2009年10月30日）
  - さくらのしっぽ ～さくらテイルファンディスク～（Fizz・2010年11月26日）
- 万引き、ダメ。絶対!! ～清楚な万引き女子・クラス全員2本挿し!ダブルω計画～（MBS TRUTH・2010年9月24日）
- KISS×700 KISS探偵（WINTERS・2011年5月27日）
  - KISS×700 Another Episode ～岬の場合～（WINTERS・2011年10月21日)
- 昏き祟りの森で（hourglass・2012年1月27日）
- Strawberry Feels 〜ストロベリー・フィールズ〜（Rose Liese・2012年3月30日）
- 妹々こみにゅけ～しょん ～おにいちゃん、大人の遊びシよ?～（アパタイト・2014年9月19日）
- 痴女志向 ～太ったおじさんじゃなきゃダメなの!～（スピンドル・2015年2月27日）
- 大人の痴漢電車倶楽部（フェアリーテール・2015年5月1日）
- いちゃラブ同棲せ～かつ 幼馴染みと朝から晩までいちゃいちゃいちゃいちゃ（マウントポジション・2017年6月30日）

### イラストブック
- 「ハルモニアの気がかり」ARドラマイラストブック(ハーモニー)